# Ђуда
Ђуда или ђунда је одвени хаљетак женске горње одеће који се носио преко кошуље. Почела је да се носи прво у градским срединама и заменила функцију зубуна и гуњића. Носила се и ђудица, сличан хаљетак попут ђуде. У првим деценијама друге половине 19. века почео је да се носи кадивни јелек и либаде које су замениле ђуду.

## Изглед и ношење
Ђуда се облачила преко кошуље, а понекад и преко ђудице. У околини Београда ђуда је имала дуге, узане рукаве, направљене од свиле зелене боје са белим пругама, а у каснијим варијантама прављена је од мрког платна са белим пругама. Допирала је до скоро до појаса. Постојале су две варијанте: једна се закопчавала целом дужином на предњој страни у централном делу свиленим округлим дугмадима. Имала је већи полукружан отвор који је допирао до груди, не покривајући их у потпуности. Овакве ђуде су биле ретке. Друга верзија ђуда је била нешто чешћа и спреда се скроз затварала на преклоп, односно предњи крајеви су се преклапали укосо од рамена ка појасу. Закопчавале су се куком при грлу, а по страни испод пазуха са два гајтана на замку. Такође су имале полукружан отвор око врата, али биле су затвореније, односно покривале више од прве варијанте. Најчешће су ђуде куповане у градовима и у околини Београдске Посавине и Београда коришћене су скоро тридесетак година.
Ђудица
Назив ђудица коришћен је за хаљетак горње женске одеће који се носио одмах преко кошуље, сличан ђуди. Називала се и сајица, ћипајка, читајка и није имала рукаве. Напред је била расечена, попут прслука, са дубоким кружним отвором око врата који је допирао испод груди, непокривајући их. Копчале су се само једном копчом на горњем делу спреда. По ивицама су биле украшене црним свиленим гајтаном и такође су се израђивале од зеленог свиленог и полусвиленог платна, али најчешће од мрког са белим пругама.Уколико би ђудица била постављена памуком или белим платном, онда су се обично звале памуклије.
У Мачви је под називом ђуда заправо ношена ђудица. Могла је имати рукаве, али и не. Прављена је од плаве чохе и постављана белим платном, а између чохе и поставе стављао се памук, попут памуклија.

## Употреба и значај
Развој хаљетака ношених најчешће преко кошуља и чешће зими него лети, зубун и гуљић бивају замењени ђудом, ђудицом и кадивним јелеком. Након њих у употребу улазе либаде. Облик и изглед кадивног јелека и либада је настао на основу изгледа ђуде и ђудице.
Иако су једни одевни предмети заменили друге по функцији, током хладног зимског периода жене су их могле носити све одједном.Тако су некада носиле ђудицу, преко ње ђуду, па чак и кадивни јелек преко свега.
Ови хаљетци припадају одећи која се више производила и почињала да се носи у градским центрима одакле се даље ширила у сеоске средине које су првобитно набављале ове хаљетке из већих градова услед скупоцених материјала од којих су прављене.